# Pangkalan Kasai
Pangkalan Kasai is een bestuurslaag in het regentschap Indragiri Hulu van de provincie Riau, Indonesië. Pangkalan Kasai telt 13.650 inwoners (volkstelling 2010).